# Karl Weierstrass
Karl Theodor Wilhelm Weierstraß (31. října 1815, Ostenfelde – 19. února 1897 Berlín) byl německý matematik, často nazývaný „otec moderní matematické analýzy“. Je po něm pojmenován kráter na Měsíci a také asteroid hlavního pásu (14100) Weierstrass.

## Biografie
Otec Wilhelm Weiestraß byl sekretářem starosty v Ostenfelde, později se stal výběrčím daní. Byl to vzdělaný muž se širokými znalostmi v oblasti vědy a umění. Matka Theodora Vonderfost zemřela, když bylo Karlu dvanáct let, otec se znovu oženil. Od roku 1827 byl Karlův otec asistentem hlavního výběrčího daní v Paderbornu, kde Karl vystudoval katolické gymnázium. Exceloval na něm, ačkoliv pracoval na částečný úvazek jako úředník, aby pomohl rodině s financemi.
Ač získal studiem matematické znalosti a byl schopen dát matematické vzdělání i svému mladšímu bratrovi, jeho otec si přál aby studoval finančnictví, a tak Karl nastoupil na Univerzitu v Bonnu studovat právo, finance a ekonomii. Pro kariéru v pruské administrativě by to byla dobrá volba vzdělání, ale Karl nesmírně trpěl rozkolem mezi poslušností k otci a tajným studiem svého milovaného předmětu – matematiky. Výsledkem bylo, že Karl propadl u obého a začal studovat matematiku sám – čtením Laplaceovy mechaniky a poté Jacobiho prací o eliptických funkcích, kterým propadl do konce života.
Weierstraß se rozhodl stát matematikem, a tak dokončil svůj poslední semestr na Univerzitě v Bonnu, avšak nepřihlásil se k jediné zkoušce. Jeho otec byl zklamán, že Karl vzdal svá studia, avšak byl přesvědčen rodinným přítelem, předsedou soudního dvora v Paderbornu, aby synovi dovolil studovat Teologickou a Filozofickou Akademii v Münsteru, takže mohl projít nezbytnými zkouškami a stát se učitelem na střední škole. Na Akademii navštěvoval přednášky Gundermanna o eliptických funkcích, který ho povzbudil v matematických studiích.
V dubnu 1841 prošel nezbytnými zkouškami a začal učit na gymnáziu. Asi od roku 1850 začal trpět sérií vážných nemocí, která trvala asi dvanáct let a značně mu ztrpčovala práci. V roce 1854 publikoval Zur Theorie der Abelschen Functionen, díky čemuž získal místo na univerzitě ve Vratislavi. Publikoval teorii hypereliptických integrálů, což mu vyneslo nabídky mnoha univerzit. Přijal místo profesora na Berlínské univerzitě, sjížděli se za ním studenti z celého světa.
Nesloužilo mu však zdraví. Roku 1861 zkolaboval a trvalo mu rok, než byl opět schopen učit, a poslední roky svého života byl připoután k invalidnímu vozíku. Zemřel na zápal plic.

## Přínos matematice

### Definice limity
Weierstraß zavedl „ε-δ“ definice limity, spojitosti a derivace tak, jak je známe dnes.

### Konvergence funkční řady
Zavedl srovnávací kritérium pro konvergenci funkční řady, podobné srovnávacímu kritériu číselné řady.

### Kompaktnost metrického prostoru
V topologii platí: Metrický prostor je kompaktní, když každá posloupnost má konvergentní podposloupnost.

## Slavní žáci
- Georg Cantor
- Ferdinand Frobenius
- Sofia Kovalevska
- Hermann Minkowski
- Otto Stolz

## Práce
- Zur Theorie der Abelschen Functionen (1854)
- Theorie der Abelschen Functionen (1856)